# نظرية داو
نظرية داو لحركة أسعار الأسهم هي شكل من أشكال التحليل الفني الذي يشمل بعض جوانب دوران القطاعات. استُمدت هذه النظرية من 255 مقالة افتتاحية في صحيفة وول ستريت جورنال كتبها تشارلز إتش داو (1851-1902)، الصحفي ومؤسس وأول رئيس تحرير لصحيفة وول ستريت جورنال والمؤسس المشارك لشركة داو جونز وشركاه. بعد وفاة داو، قام ويليام بيتر هاميلتون وروبرت ريا وجورج شايفر بتنظيم وتمثيل نظرية داو بشكل جماعي، استنادًا إلى مقالات داو الافتتاحية. ولم يستخدم داو نفسه مصطلح نظرية داو قط، ولم يقدمها كنظام تداول.
وصفت المبادئ الستة الأساسية لنظرية داو كما لخصها هاملتون وريا وشايفر أدناه.

## المبادئ الأساسية الستة لنظرية داو

### 1. يشهد السوق ثلاث حركات:
(1) قد تستمر "الحركة الرئيسية" أو الحركة الأولية أو الاتجاه الرئيسي من أقل من عام إلى عدة سنوات. ويمكن أن تكون صعودية أو هبوطية.
(2) قد تستمر "التأرجحات المتوسطة" أو رد الفعل الثانوي أو رد الفعل المتوسط من عشرة أيام إلى ثلاثة أشهر، وعادةً ما تتراجع من 33% إلى 66% من تغير السعر الأولي منذ التأرجحة المتوسطة السابقة أو بداية الحركة الرئيسية.
(3) تختلف "التأرجحة القصيرة" أو الحركة الطفيفة باختلاف الرأي من ساعات إلى شهر أو أكثر. وقد تكون الحركات الثلاث متزامنة، على سبيل المثال، حركة طفيفة يومية في رد فعل هبوطي ثانوي في حركة أولية صعودية.

### 2. تتكون اتجاهات السوق من ثلاث مراحل:
تؤكد نظرية داو أن اتجاهات السوق الرئيسية تتكون من ثلاث مراحل: مرحلة التراكم، ومرحلة المشاركة العامة (أو الاستيعاب)، ومرحلة التوزيع. مرحلة التراكم (المرحلة 1) هي فترة يقوم فيها المستثمرون "المطلعون" بشراء (بيع) الأسهم بنشاط، خلافًا للرأي العام للسوق. خلال هذه المرحلة، لا يتغير سعر السهم كثيرًا لأن هؤلاء المستثمرين يشكلون أقلية تطلب (تستوعب) الأسهم التي يوفرها السوق (يطرحها). في النهاية، يستحوذ السوق على هؤلاء المستثمرين الأذكياء، ويحدث تغيير سريع في السعر (المرحلة 2). يحدث هذا عندما يشارك متابعو الاتجاه وغيرهم من المستثمرين ذوي التوجه الفني. تستمر هذه المرحلة حتى تتفشى المضاربة. عند هذه النقطة، يبدأ المستثمرون الأذكياء بتوزيع ممتلكاتهم على السوق (المرحلة 3).

### 3. سوق الأسهم يتجاهل جميع الأخبار.
تستوعب أسعار الأسهم المعلومات الجديدة فور توافرها. بمجرد صدور الأخبار، تتغير أسعار الأسهم لتعكس هذه المعلومات الجديدة. في هذه النقطة، تتفق نظرية داو مع إحدى فرضيات فرضية كفاءة السوق.

### 4. يجب أن تُؤكد متوسطات سوق الأسهم بعضها البعض.
في عهد داو، كانت الولايات المتحدة قوة صناعية متنامية. كانت الولايات المتحدة تضم مراكز سكانية، لكن المصانع كانت منتشرة في جميع أنحاء البلاد. كان على المصانع شحن بضائعها إلى السوق، عادةً عبر السكك الحديدية. كانت متوسطات أسهم داو الأولى عبارة عن مؤشر للشركات الصناعية (التصنيعية) وشركات السكك الحديدية. بالنسبة لداو، لا يمكن أن يحدث سوق صاعد في الشركات الصناعية إلا إذا ارتفع متوسط السكك الحديدية أيضًا، عادةً أولاً. ووفقًا لهذا المنطق، إذا ارتفعت أرباح الشركات المصنعة، فهذا يعني أنها تنتج أكثر. وإذا أنتجت أكثر، فعليها شحن المزيد من السلع إلى المستهلكين. لذلك، إذا كان المستثمر يبحث عن مؤشرات على ازدهار الشركات المصنعة، فعليه النظر إلى أداء الشركات التي تشحن منتجاتها إلى السوق، أي السكك الحديدية. يجب أن يتحرك المتوسطان في نفس الاتجاه. عندما يتباعد أداء المتوسطين، فهذا يُنذر بتغيرات وشيكة.
لا تزال كل من مجلة بارون وصحيفة وول ستريت جورنال تنشران الأداء اليومي لمتوسط داو جونز للنقل على شكل رسوم بيانية. يحتوي المؤشر على شركات السكك الحديدية الكبرى وشركات الشحن وشركات الشحن الجوي في الولايات المتحدة.

### 5. يؤكد حجم التداول الاتجاهات.
اعتقد داو أن حجم التداول يؤكد اتجاهات الأسعار. فعندما تتحرك الأسعار بأحجام تداول منخفضة، قد تكون هناك تفسيرات مختلفة. على سبيل المثال، قد يكون هناك بائع مغامر. أما عندما تصاحب تحركات الأسعار أحجام تداول مرتفعة، فقد اعتقد داو أن هذا يُمثل الرؤية "الحقيقية" للسوق. فإذا كان العديد من المشاركين نشطين في ورقة مالية معينة، وتحرك السعر بشكل ملحوظ في اتجاه واحد، فقد أكد داو أن هذا هو الاتجاه الذي يتوقع السوق استمرار حركته فيه. وبالنسبة له، كان ذلك إشارة إلى أن اتجاهًا ما يتطور.

### 6. تستمر الاتجاهات حتى تظهر إشارات قاطعة تُثبت انتهاءها.
اعتقد داو أن الاتجاهات موجودة رغم "ضجيج السوق". قد تتحرك الأسواق مؤقتًا في الاتجاه المعاكس، لكنها سرعان ما تستأنف حركتها السابقة. ينبغي مراعاة هذا الشك خلال هذه الانعكاسات. ليس من السهل تحديد ما إذا كان الانعكاس بداية اتجاه جديد أو حركة مؤقتة في الاتجاه الحالي. غالبًا ما يختلف مُنظّرو داو في هذا الرأي. تحاول أدوات التحليل الفني توضيح ذلك، ولكن قد يختلف تفسيرها باختلاف المستثمرين.

## تحليل
أظهر ألفريد كاولز في دراسة في مجلة إيكونومتريكا عام 1934 أن التداول بناءً على النصيحة التحريرية كان من شأنه أن يؤدي إلى كسب أقل من استراتيجية الشراء والاحتفاظ باستخدام محفظة متنوعة بشكل جيد. وخلص كاولز إلى أن استراتيجية الشراء والاحتفاظ أنتجت عوائد سنوية بلغت 15.5% من عام 1902 إلى عام 1929 في حين أنتجت استراتيجية نظرية داو عوائد سنوية بلغت 12%.
بعد أن دعمت العديد من الدراسات نظرية كاولز على مدى السنوات التالية، توقف العديد من الأكاديميين عن دراسة نظرية داو معتقدين أن نتائج كاولز كانت قاطعة. في السنوات الأخيرة، أُعيد النظر في استنتاجات كاولز. يعتقد ويليام جوتزمان وستيفن براون وألوك كومار أن دراسة كاولز كانت غير مكتملة  وأن تطبيق هاملتون لنظرية داو من عام 1902 إلى عام 1929 حقق عوائد فائضة معدلة حسب المخاطر. على وجه التحديد، وجدت الدراسة التي أجراها جوتزمان وبراون أن عائد استراتيجية الشراء والاحتفاظ كان أعلى من عائد محفظة نظرية داو بنسبة 2%، ولكن المخاطرة والتقلب في محفظة نظرية داو كانت أقل، بحيث أنتجت محفظة نظرية داو عوائد أعلى معدلة حسب المخاطر وفقًا لدراستهم.

## قراءة إضافية
- سكوت بيترسون : صحيفة وول ستريت جورنال ، من الناحية الفنية، تحدي للشركات الكبرى ، المجلد. 250، رقم 122، 23 نوفمبر 2007.

## روابط خارجية
- مبادئ نظرية داو
- مراجعة نظرية داو
- صفحة داو الخاصة بجوتزمان تتضمن رابطًا إلى المقالات الافتتاحية لداو وروابط إلى العديد من المقالات التي تصف دعم نظرية داو
- رسائل نظرية داو الأسبوعية لريتشارد راسل ومخططاته الإخبارية.
- سجل إشارات نظرية داو
- مدونة نظرية داو وتعريفها
- مدونة نظرية داو مع تقييم لتفوق نظرية داو لريا وشانيب على الشراء والاحتفاظ منذ عام 1896

## كتب من تأليف منظري داو
- نظرية داو للقرن الحادي والعشرين، بقلم جاك شانيب
- نظرية داو اليوم، بقلم ريتشارد راسل
- نظرية داو، بقلم روبرت ريا